# 湖心坝客家群楼
湖心坝客家群楼，位于中国广东省韶关市翁源县江尾镇，为翁源县的一个县级文物保护单位，类型为古建筑，公布时间为1995年5月16日。
湖心坝客家群楼的历史年代为明、清。